# Gorle
Gorle [ˈɡorle] (Górel [ˈɡoɾɛl] in dialetto bergamasco) è un comune italiano di 6 604 abitanti della provincia di Bergamo in Lombardia. Situato sulla sponda occidentale del fiume Serio che ne traccia il confine, confina a ovest con il capoluogo orobico.

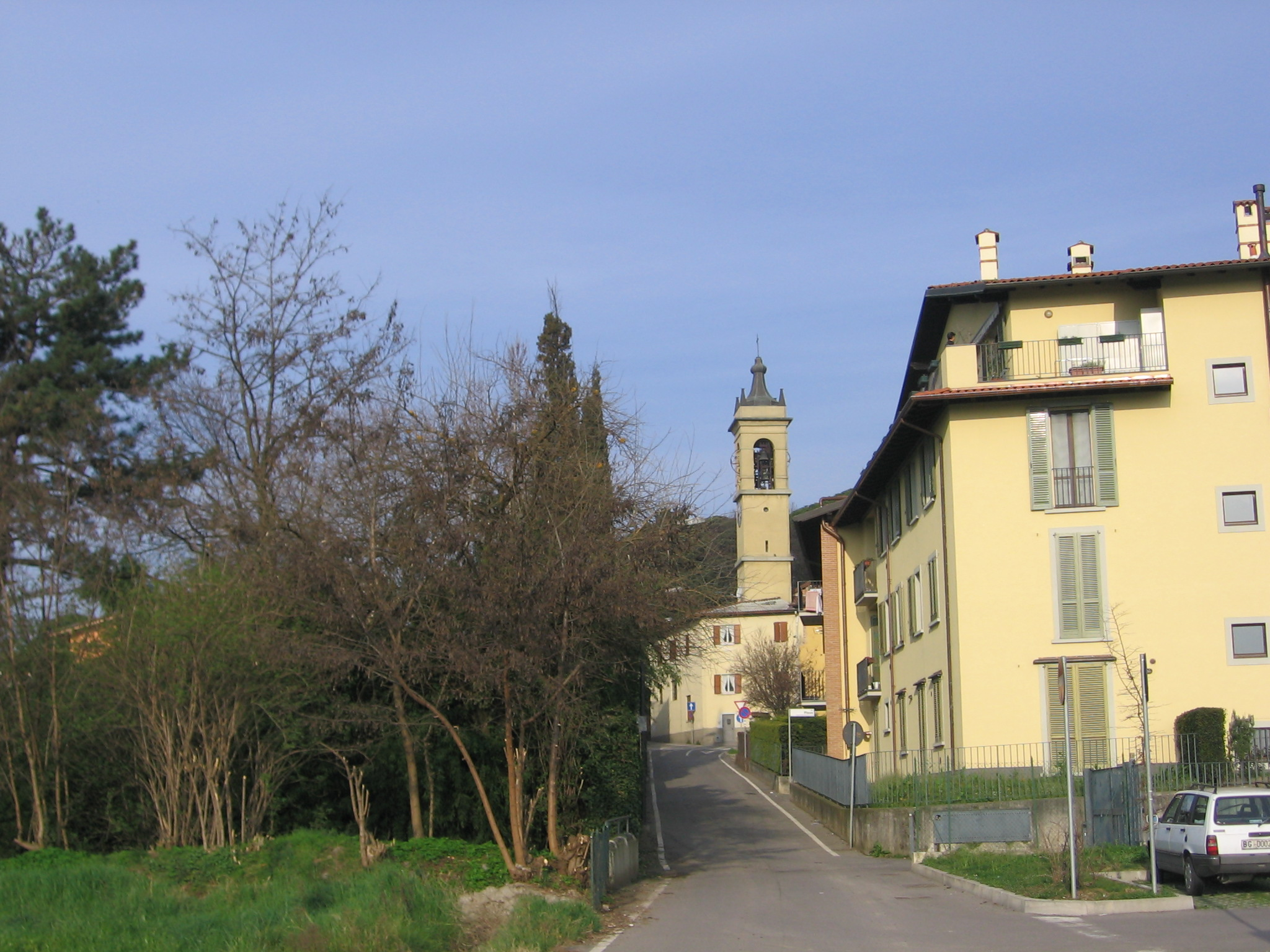
L'antico campanile.

## Geografia fisica

### Territorio
Il territorio di Gorle recentemente ha vissuto un notevole incremento edilizio tale da edificare nuovi quartieri al punto da portarlo a svilupparsi fino a lambire i paesi circostanti. Tuttavia nella parte nord del paese, quella posta a monte dello storico ponte Marzio, vi sono zone in cui si possono ancora incontrare distese verdi, inserite nel Parco del Serio Nord e da esso tutelate. Nel parco scorre anche la roggia Morlana, che solca l'intero territorio comunale da nord a sud.

## Storia

### Età romana
Il paese ha origini remote, che si spingono fino al periodo dell'impero romano, del quale sono state rinvenute numerose tombe e sepolture umane.
Di tale periodo è il ponte sul fiume Serio, che collega Gorle con Scanzorosciate, chiamato Ponte Marzio il nome deriva dal quarto re di Roma Anco Marzio, tuttavia il ponte attualmente transitabile al traffico è però un rifacimento del precedente, di cui resistono le fondamenta.

### Età medievale e rinascimentale
Riguardo a epoche successive si fa menzione della presenza su questo territorio, di un accampamento (castrum) e di un'importante villa, elementi che confermano l'importanza del luogo, al punto che persino il vescovo di Bergamo aveva vasti possedimenti terrieri nella zona.

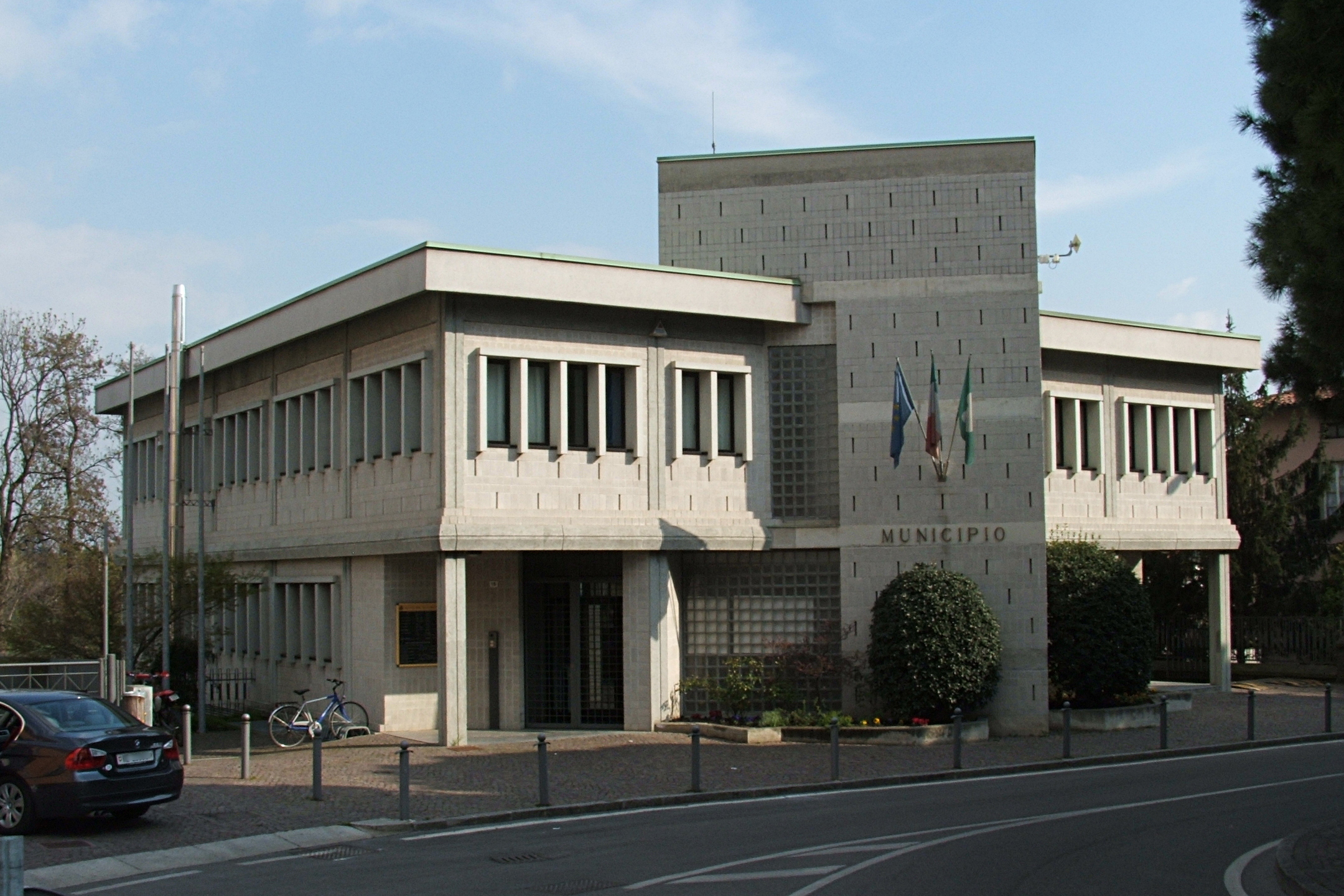
Il Palazzo del Municipio.

Il primo documento scritto che attesta l'esistenza del nucleo abitativo di Gorle, risale all'anno 879.
In epoca medievale il paese vide la costruzione di numerosi edifici, tra cui un castello. L'edificio risale circa all'XI secolo, quando venne edificato come fortificazione collettiva, opera di più possidenti del posto. 
In seguito passò nelle mani dei vescovi, che vi collocarono una delle loro residenze. La testimonianza del capitano della Serenissima, Giovanni da Lezze, in una relazione al senato veneto, ci restituisce una sintetica descrizione del castello vescovile di Gorle come si presentava nel 1596. 
Nel corso del XVI secolo un'ala del castello fu ricostruita per opera del vescovo Gerolamo Regazzoni, che vi fece edificare una villa di notevole interesse ultimata nel 1588, nei sotterranei della quale sono state rinvenute alcune tombe di epoca romana. A seguito delle confische napoleoniche la villa e i poderi vescovili furono acquistati dalla famiglia Zavaritt, ricchi commercianti di seta provenienti dalla Svizzera, che ancora la possiedono. Notevole è il giardino terrazzato verso il fiume Serio. Del castello medioevale si conservano ancora gran parte delle murature originarie e l'antico palazzetto di residenza dei vescovi.
Molti antichi stemmi vescovili già collocati nel castello furono riutilizzati nel corso dell'Ottocento per decorare una vicina torre passeraia ristrutturata in stile romantico come arredo di giardino della distrutta villa Calepio-Terzi.
Nell'abitato è visibile una torre che, collocata in bella vista al centro della viabilità attuale, era inserita nel contesto difensivo tardo-medievale.

### Simboli
Lo stemma e il gonfalone sono stati approvati dalla giunta municipale il 12 giugno 1965 e concessi con decreto del presidente della Repubblica del 15 novembre 1966.
Il gonfalone è un drappo di azzurro.

## Società

### Evoluzione demografica
Abitanti censiti

## Geografia antropica

### Centro storico

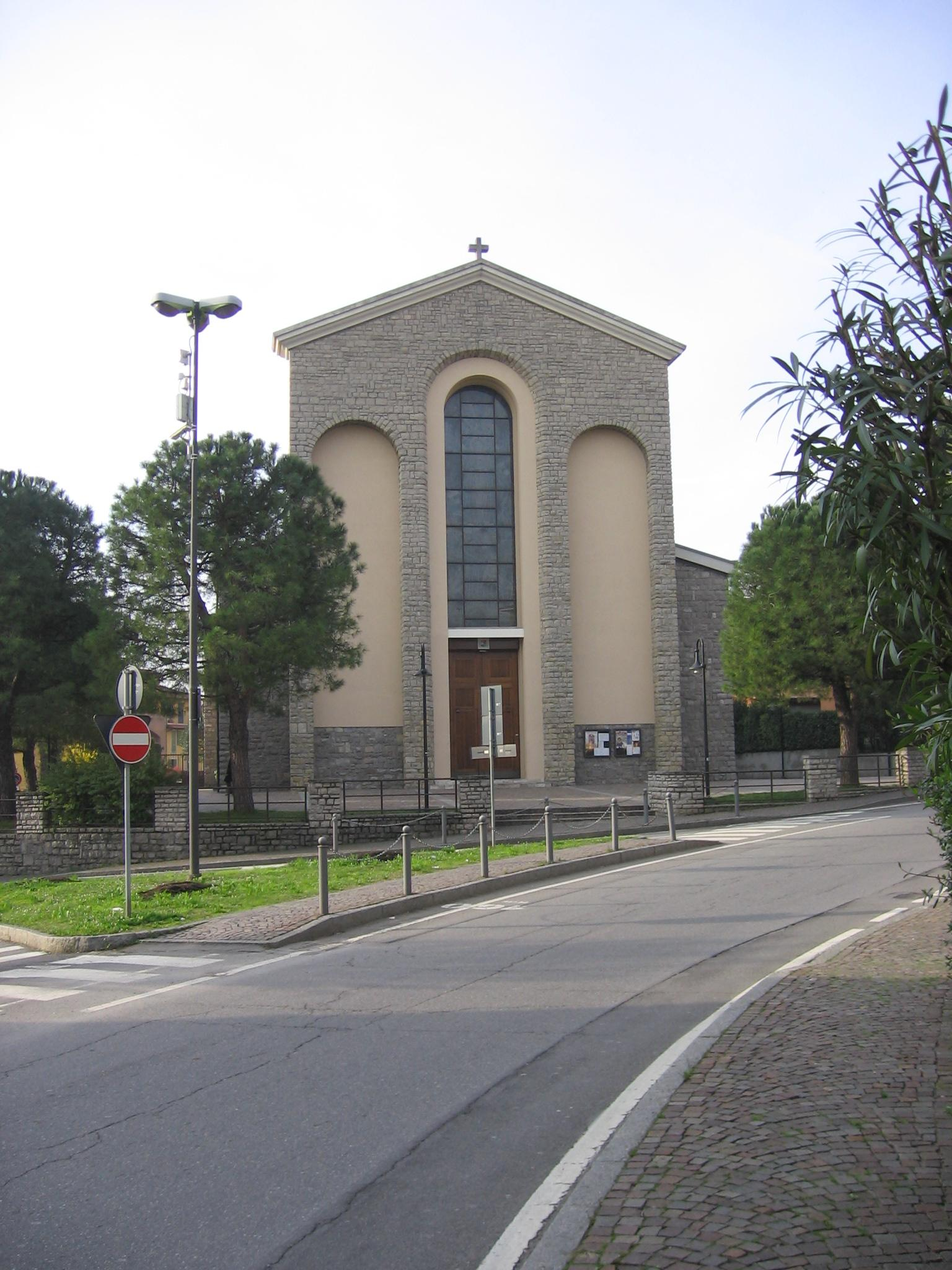
La chiesa della Natività di Maria Vergine

Il centro comprende la chiesa parrocchiale della Natività di Maria Vergine, l'oratorio "Cristo Nostra Pasqua", l’antica chiesa (oggi chiusa al culto), il campanile, l'antica Torre Grumelli, gli uffici del comune e il borghetto, all'interno del quale si trova la Villa Zavaritt, antiche cascine e altri edifici storici.

### Zona villini
Questa zona è caratterizzata da vari villini, quasi tutti collegati al Parco delle fontane. Il parco dispone di giochi e attrazioni per i bimbi più piccoli. Nel piazzale c'è anche una fontana, punto di ritrovo soprattutto in estate.

### Quartiere Baio
Il quartiere Baio comprende un parco detto del Baio, all'esterno del quale si trovano molte villette disposte su un lungo viale ad anello in stile americano.

### Quartiere "Green House"
A cavallo tra il 2012 ed il 2013 è stato realizzato un nuovo quartiere residenziale, situato a Sud del sopracitato Baio, denominato "Green House" ed attraversato per la sua interezza da via Ada Negri.
Sulla falsariga del quartiere Baio, benché in scala notevolmente più ridotta, è anch'esso caratterizzato da villette e palazzine disposte su un viale ad anello, in perfetto stile americano.

## Infrastrutture e trasporti
In passato Gorle era servita dalla linea 10 della rete tranviaria di Bergamo, che rimase attivo fino al 1953; tale linea, previa elettrificazione, ricalcava il percorso della preesistente tranvia Bergamo-Trescore-Sarnico, esercita a vapore e sua volta attiva fra il 1901 e il 1931.

## Economia
Come gran parte dell'economia del nord Italia, il complesso bergamasco è costituito soprattutto da piccole-medie imprese, con la presenza di grandi industrie, che vanno dal settore alimentare a quello metalmeccanico.
- Lovato Electric SpA, azienda storica dell'elettrotecnica con sede a Gorle. [13]

## Amministrazione
Attualmente il sindaco in carica è Giovanni Testa di Uniti per Gorle.

## Galleria d’immagini

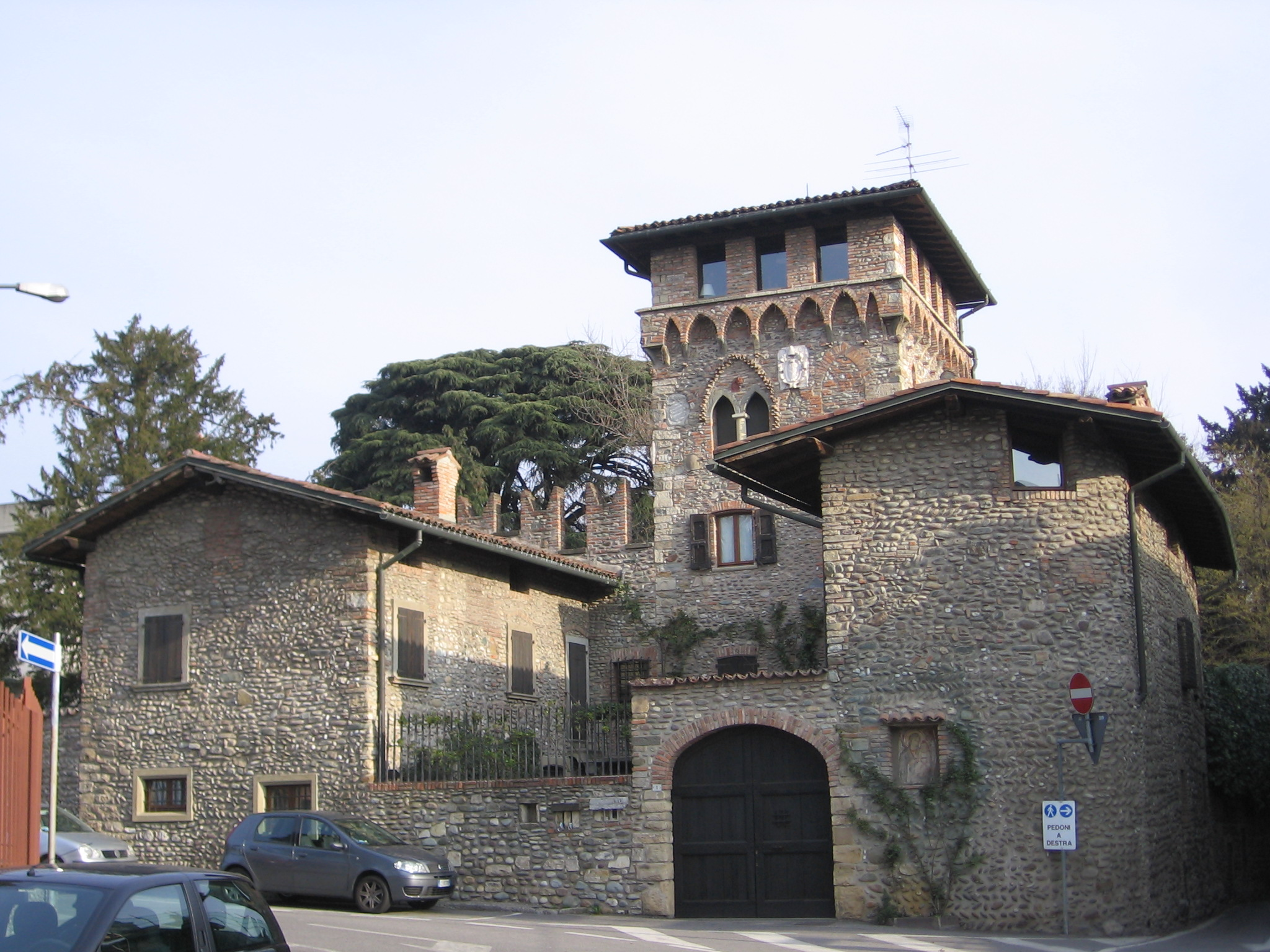
Borgo medievale. Rustici della distrutta villa Calepio Terzi
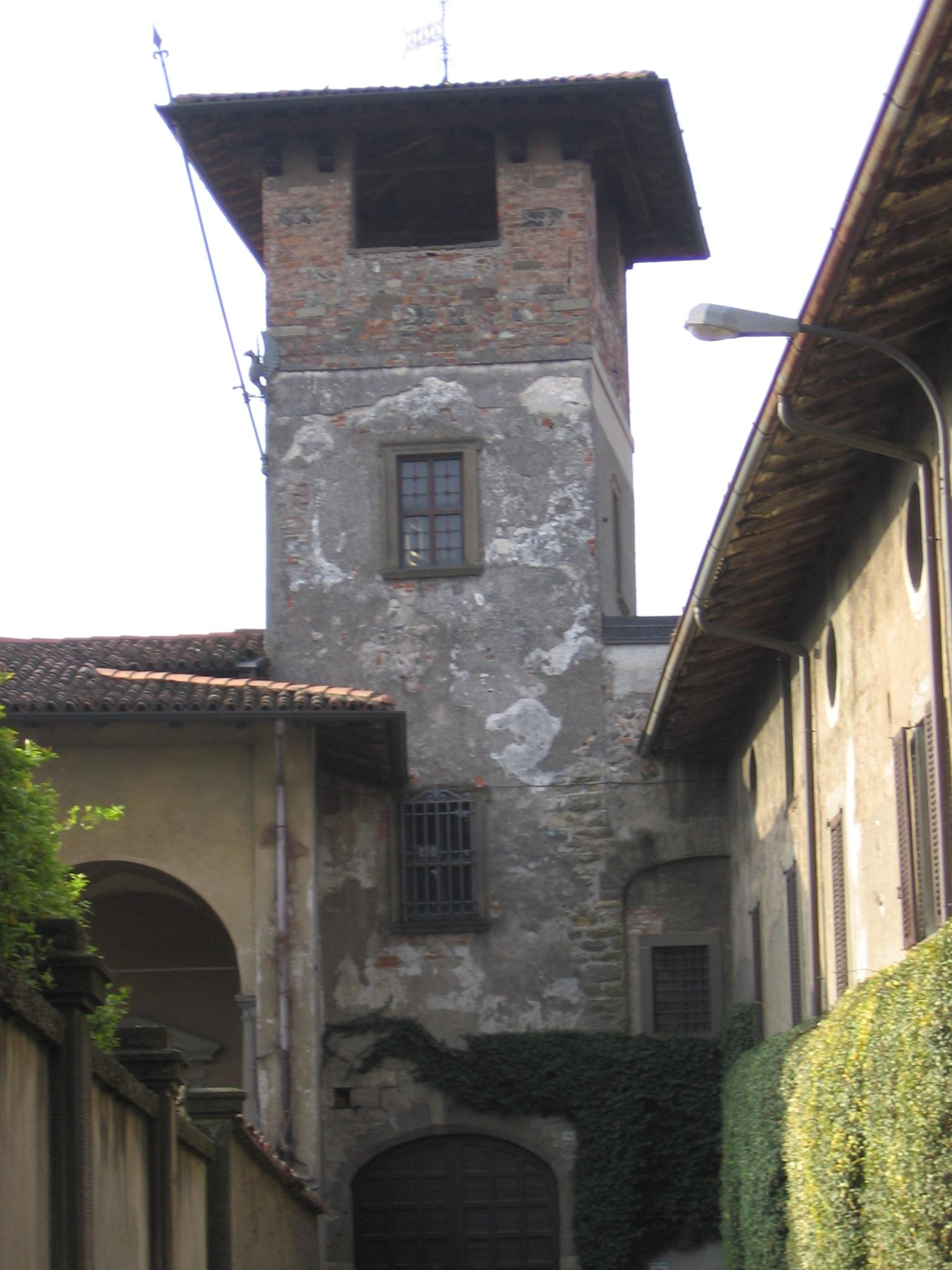
Ingresso della villa Zavaritt, già castello vescovile
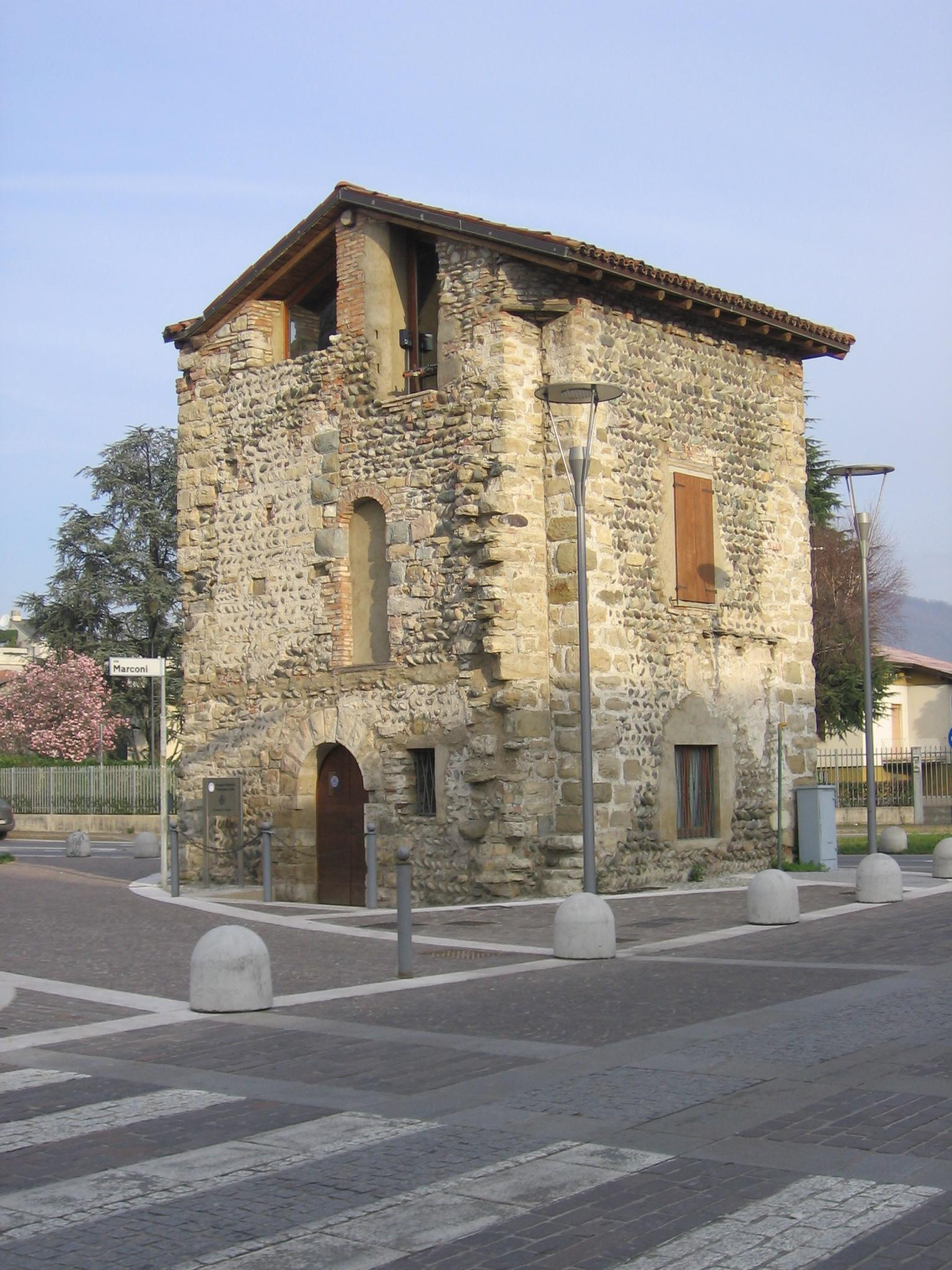
La Torre Grumelli
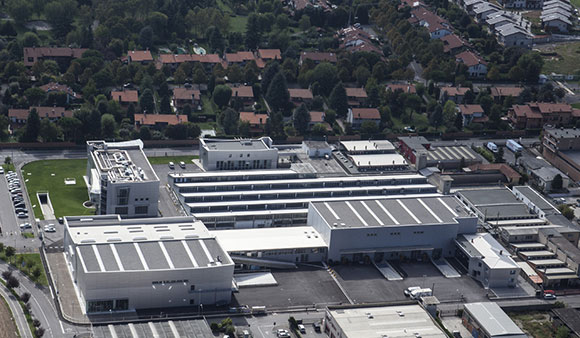
La Zona industriale.
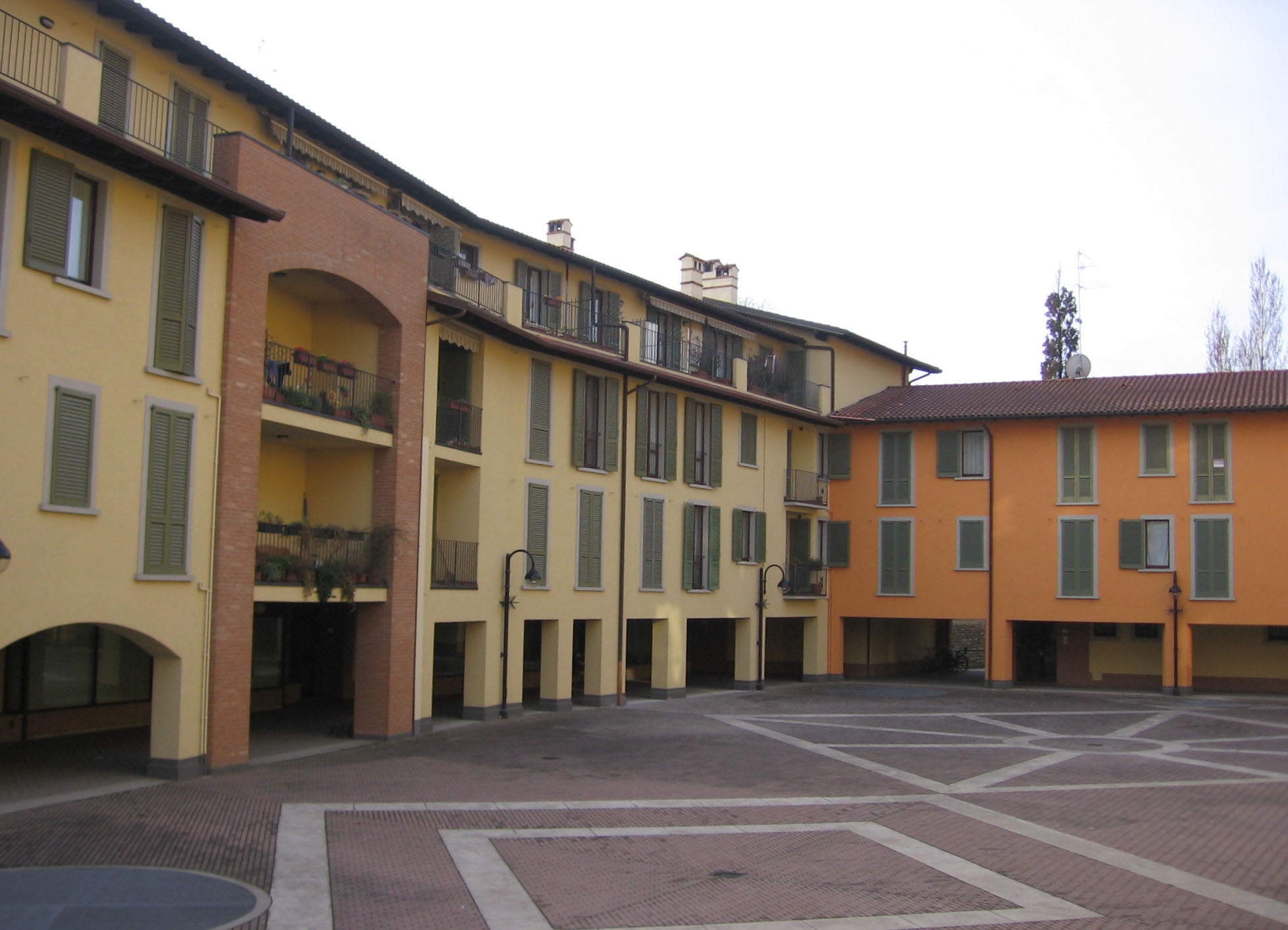
Il borgo
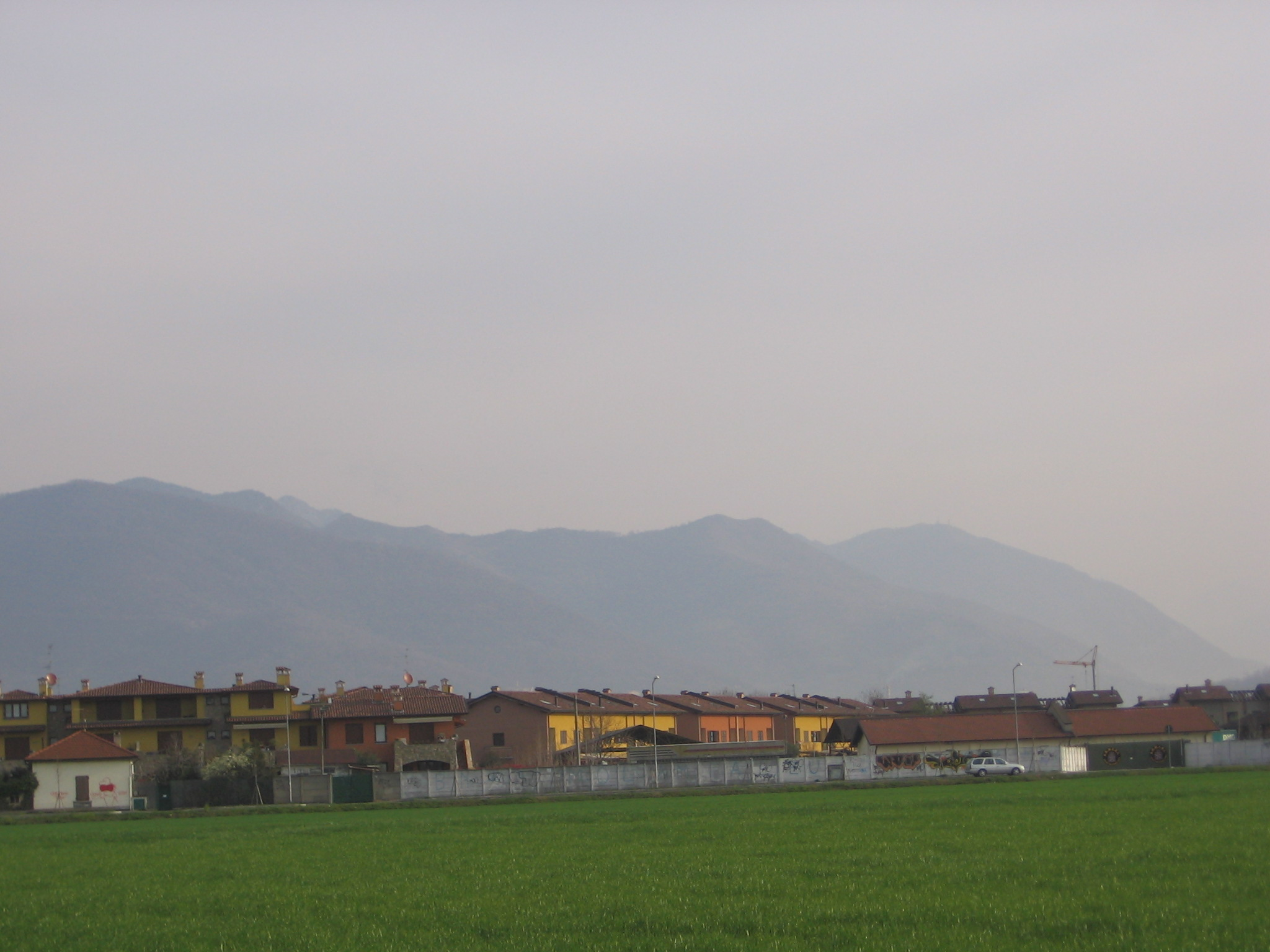
I nuovi Quartieri